# Лучина (Словаччина)
Лучина (словац. Lúčina) — село в Словаччині, Пряшівському окрузі Пряшівського краю. Розташоване в центральній частині східної Словаччини, у західній частині Солоних гір в долині Олшави.
Уперше згадується у 1787 році.

## Культурні пам'ятки
У селі є римо—католицький костел з 1994 року.

## Населення
| Рік:            | 1994. | 2004.   | 2014.    | 2024.   |
| --------------- | ----- | ------- | -------- | ------- |
| Кількість осіб: | 153   | 154     | 171      | 155     |
| Різниця:        |       | +0,65 % | +11,03 % | -9,35 % |

| Рік:            | 2023. | 2024.   |
| --------------- | ----- | ------- |
| Кількість осіб: | 157   | 155     |
| Різниця:        |       | -1,27 % |

У селі проживає 171 особа.